# Бурковиця (річка)
Бурковиця — річка в Бородянському районі Київської області, права притока Талі (басейн Дніпра).

## Опис
Довжина річки приблизно 6 км.
Згідно Словника гідронімів України річка є правою притокою Здвижу

## Розташування
Бере початок на північно-західній стороні від села Мирча у ландшафтному заказнику «Бурковиця». Тече на північний захід по заболоченій місцевості і впадає в річку Таль, праву притоку Тетерева.
У долині річки знаходиться ландшафтний заказник місцевого значення Бурковиця.